# Cmentarz żydowski w Będkowie
Cmentarz żydowski w Będkowie – został założony prawdopodobnie w II połowie XIX wieku i został zdewastowany w czasie II wojny światowej wskutek czego na powierzchni 0,15 ha nie zachowały się żadne nagrobki. Teren kirkutu jest zalesiony i pozbawiony ogrodzenia. Cmentarz znajduje się na południowy wschód od miejscowości.